# Seznam poslanců Poslanecké sněmovny Říšské rady (1897–1901)
Toto je seznam poslanců Poslanecké sněmovny Říšské rady ve volebním období 1897–1901. Zahrnuje všechny členy Poslanecké sněmovny předlitavské (rakouské) Říšské rady v IX. funkčním období od voleb do Říšské rady roku 1897 až do voleb do Říšské rady roku 1901. 

## Poslanecké kluby

### Rozložení klubů po volbách
V květnu 1897 se v Poslanecké sněmovně Říšské rady uvádí 16 poslaneckých klubů a stranických skupin:
- Český konzervativní velkostatek, 19 členů, předseda Eduard Pálffy z Erdödu
- Klub středu, 6 členů, předseda Julius von Falkenhayn
- Křesťansko-sociální sjednocení, 26 členů, předseda Karl Lueger
- Klub českých poslanců (mladočeši), 60 členů, předseda Emanuel Engel
- Německá pokroková strana, 43 členů, předsedové Alois Funke, Gustav Gross, Anton Pergelt
- Jednota velkostatkářů, 30 členů
- Italský klub, 19 členů, předseda Valeriano Malfatti
- Polský klub, 59 členů, předseda Michał Danielak
- Polská lidová strana, 3 členové
- Rumunský klub, 5 členů, předseda Ioan Lupul
- Schönererova skupina, 5 členů
- Slovanský křesťansko národní svaz (Der slavische christlichnationale Verband), 35 členů, předseda Oleksandr Barvinskyj
- Sociálně demokratický svaz, 15 členů
- Freie Deutsche Vereinigung, 15 členů, předseda Max Mauthner
- Svaz Německé lidové strany, 38 členů + 3 hospitanti, předsedové E. Bareuther, P. Hofmann v. Wellenhof, A. Kaiser, F. Richter a O. Steinwender
- Klub Katolické lidové strany, 31 členů, předseda Josef von Dipauli
- poslanci bez klubové příslušnosti', 17 poslanců

### Pozdější změny v rozložení klubů
- V listopadu 1898 vznikl Klub nezávislých Rusínů s 2 členy (Danylo Tanjačkevyč a Teofil Okuněvskij). V té době fungovalo na Říšské radě již 18 poslaneckých klubů. 21 poslanců nebylo členy žádného klubu.[2]

## Seznam poslanců
| Jméno                             | Kurie               | Volební obvod                                                              | Korunní země | Klub/ Strana                                                              | Poznámka                                                                           |
| --------------------------------- | ------------------- | -------------------------------------------------------------------------- | ------------ | ------------------------------------------------------------------------- | ---------------------------------------------------------------------------------- |
| Abrahamowicz Dawid                | VS                  |                                                                            | HA           | Ofic. polský kandid.                                                      |                                                                                    |
| Abrahamowicz Eugeniusz            | VS                  |                                                                            | HA           | Ofic. polský kandid.                                                      |                                                                                    |
| Adámek Gustav                     | M                   | Slaný, Louný, Kladno, N. Strašecí atd.                                     | ČE           | Mladočeši                                                                 | Rezign. oznámena na sch. 4. 12. 1899.                                              |
| Adámek Karel                      | VŠ                  | volební obvod 12: Litomyšl atd.                                            | ČE           | Mladočeši                                                                 |                                                                                    |
| Aehrenthal Felix                  | VS                  |                                                                            | ČE           | Ústavověr. velkostatkář                                                   |                                                                                    |
| Attems Edmund                     | VS                  |                                                                            | ŠT           |                                                                           |                                                                                    |
| Auersperg Erwin                   | VS                  |                                                                            | KR           | Něm. pokrok. str.                                                         |                                                                                    |
| Auspitz Rudolf                    | OŽK                 | Brno                                                                       | MO           | Něm. pokrok. str.                                                         |                                                                                    |
| Axmann Julius                     | VŠ                  | Vídeň, VII., VIII., IX., XIV. a XV. okres                                  | DR           | Antisemité                                                                |                                                                                    |
| Baernreither Josef Maria          | VS                  |                                                                            | ČE           | Ústavověr. velkostatkář                                                   |                                                                                    |
| Baljak Dušan                      | VO                  | Šibenik, Berlicca, Knin atd.                                               | DA           | Srbský kand.                                                              |                                                                                    |
| Baltazzi Aristides                | VS                  |                                                                            | MO           | Str. středního velkostatku                                                |                                                                                    |
| Bareuther Ernst                   | M                   | Cheb, Fr. Lázně, Aš atd.                                                   | ČE           | Něm. lidová str.                                                          |                                                                                    |
| Bartoli Matteo                    | VŠ                  | Poreč, Koper, Pazin, Pula, Lošinj, Krk, Bolosca                            | IS           | Liberální Ital                                                            |                                                                                    |
| Barvinskyj Oleksandr              |                     |                                                                            | HA           | Umírněný Rusín, Slovan. kř. nár. svaz                                     |                                                                                    |
| Basevi Giuseppe                   | OŽK                 |                                                                            | TE           | Italský lib. kand.                                                        |                                                                                    |
| Baumgartner Cölestin              | VS                  |                                                                            | HR           | Konzervativ. velkostatkář                                                 |                                                                                    |
| Bazzanella Emanuele               | VO                  | Trento, Borgo atd.                                                         | TY           | Italský katol. kand., r. 1899 hospitant Italského klubu                   |                                                                                    |
| Bečvář Filip                      | VŠ                  | 13. voleb. obvod: Čáslav, Chotěboř atd.                                    | ČE           | Mladočeši                                                                 |                                                                                    |
| Belcredi Ludvík                   | VS                  |                                                                            | ČE           | Konzervativ. velkostatkář                                                 |                                                                                    |
| Bělský Quido                      | M                   | Praha, Staré Město                                                         | ČE           | Mladočeši                                                                 |                                                                                    |
| Bendel Josef                      | M                   | Jablonec, Hodkovice n. M. atd.                                             | ČE           | Něm. pokrok. str.                                                         |                                                                                    |
| Berchtold Zikmund                 | VS                  |                                                                            | MO           | Str. středního velkostatku                                                | Rezign. oznámena na sch. 18. 10. 1899.                                             |
| Berks Hugo                        | VO                  | Celje, Brežice atd.                                                        | ŠT           | Slovinský katol. kand., Slovan. kř. nár. svaz                             |                                                                                    |
| Berner Arnošt                     | VŠ                  | 6. voleb. obvod: Olomouc, Šternberk, Hranice atd.                          | MO           | Sociální demokrat                                                         |                                                                                    |
| Biankini Juraj                    | VO                  | Dubrovník, Korčula atd.                                                    | DA           | Chorvatský kand. Str. práva, Slovan. kř. nár. svaz                        |                                                                                    |
| Bielohlawek Hermann               | VŠ                  | 1. voleb. obvod: Vídeň, vnitřní město, Leopoldstadt                        | DR           | Antisemité                                                                |                                                                                    |
| Biliński Leon                     | M                   | Stanislavov, Tysmenicja                                                    | HA           | Ofic. polský kand.                                                        | V únoru 1900 přešel do Panské sněmovny.                                            |
| Binder Wilhelm                    | M                   | Biala, Nowy Sącz, Wieliczka atd.                                           | HA           |                                                                           | Nastoupil 27. 11. 1899 místo S. Madeyského-Poraye.                                 |
| Blažek Gabriel                    | M                   | Praha, Nové Město                                                          | ČE           | Mladočeši                                                                 |                                                                                    |
| Błażowski Julian                  | VS                  |                                                                            | HA           | Ofic. polský kandid.                                                      |                                                                                    |
| Błażowski Marjan                  | VO                  | Bučač, Čortkiv atd.                                                        | HA           |                                                                           | Nastoupil r. 1898 místo K. Horodyského.                                            |
| Bogdanowicz Józef                 | VŠ                  | 13. volební obvod Stanislavov, Rohatyn, Pidhajci atd.                      | HA           | Poláci                                                                    |                                                                                    |
| Bohaty Adolf                      | OŽK                 |                                                                            | ČE           | Něm. pokrok. str.                                                         |                                                                                    |
| Böheim Josef                      | M                   | Linec, Urfahr, Ottensheim atd.                                             | HR           | Něm. lidová str nebo Živnost. str.                                        |                                                                                    |
| Bojko Jakub                       | VO                  |                                                                            | HA           | Polská lid. str.                                                          |                                                                                    |
| Borčić Lovro                      | M/OŽK               | Split, Makarska, Dubrovník atd./Split, Dubrovník                           | DA           | Umírněný chorvatský kand., Slovan. kř. nár. svaz                          |                                                                                    |
| Borkowski-Dunin Jerzy             | VS                  |                                                                            | HA           | Ofic. polský kandid.                                                      |                                                                                    |
| Brdlík Josef                      | OŽK                 | Budějovice                                                                 | ČE           | Mladočeši                                                                 |                                                                                    |
| Bromovský Josef                   | OŽK                 | Praha                                                                      | ČE           | Mladočeši                                                                 |                                                                                    |
| Brusamolin Antonio                | VŠ                  | 3. voleb. obvod: Trento, Borgo atd.                                        | TY           | Italský katol. kand., r. 1899 hospitant Italského klubu                   | Nastoupil r. 1898 místo L. Guettiho.                                               |
| Brzorád Eduard                    | VO                  | Něm. Brod, Polná atd.                                                      | ČE           | Mladočeši                                                                 |                                                                                    |
| Březnovský Václav                 | VŠ                  | 1. voleb. obvod: Praha, Karlín, Smíchov                                    | ČE           | Mladočeši                                                                 |                                                                                    |
| Budig Max                         | M                   | Mor. Třebová, Svitavy, Březová n. S. atd.                                  | MO           | Něm. lidová str.                                                          |                                                                                    |
| Bulat Gajo                        | VO                  | Split, Brač, Hvar, Viš atd.                                                | DA           | Umírněný chorvatský kand. (Starochorvat), Slovan. kř. nár. svaz           | Zemřel 9. 6. 1900.                                                                 |
| Byk Emil                          | M                   | Brody, Zoločiv                                                             | HA           | Ofic. polský kand.                                                        |                                                                                    |
| Cambon Luigi                      | M                   | Terst, 1. volič. sbor                                                      | TE           | Italský lib. kand.                                                        |                                                                                    |
| Campi Luigi de                    | VS                  | 2. volič. sbor                                                             | TY           | Italský lib. kandid.                                                      |                                                                                    |
| Čelakovský Jaromír                | M                   | Slaný, Louny, Kladno, N. Strašecí atd.                                     | ČE           |                                                                           | Nastoupil 28. 2. 1900 místo G. Adámka.                                             |
| Cena Robert                       | VO                  | Jarosław, Cieszanów atd.                                                   | HA           | Stojałowského skupina                                                     |                                                                                    |
| Ciani Giovanni                    | M                   | Trento, Cles, Fondo atd.                                                   | TY           | Italský lib. kand.                                                        | Rezign. oznámena na sch. 18. 10. 1899.                                             |
| Cingr Petr                        | VŠ                  | 2. voleb. obvod: Těšín, Fryštát, Bílsko                                    | SL           | Sociální demokrat                                                         |                                                                                    |
| Conci Enrico                      | VO                  | Cles, Cavalese                                                             | TY           | Italský nár. katol. kand., r. 1899 hospitant Italského klubu              |                                                                                    |
| Coronini-Cronberg Alfred          | VO                  | Gorice, Tolmin, Bovec, Seffana atd.                                        | GG           | Slovinský kand., Slovan. kř. nár. svaz                                    | Rezign. oznámena na sch. 9. 11. 1899. 29. 1. 1900 opět zvolen.                     |
| Ćwikliński Ludwik                 | M                   | Tarnopol atd.                                                              | HA           |                                                                           | Nastoupil 27. 11. 1899 místo E. Rittnera.                                          |
| Czarkowski-Golejewski Tadeusz     | VO                  | Zališčiki, Borščiv, Horodenka atd.                                         | HA           | Ofic. polský kand.                                                        |                                                                                    |
| Czaykowski Władysław              | VO                  | Terebovlja, Husjatyn atd.                                                  | HA           |                                                                           | [ 21 ]                                                                             |
| Czecz-Lindenwald Hermann          | VS                  |                                                                            | HA           | Ofic. polský kandid.                                                      |                                                                                    |
| Czernin Eugen                     | VS                  |                                                                            | ČE           |                                                                           | Rezignoval ihned po zvolení.                                                       |
| Czernin Eugen                     | VS                  |                                                                            | ČE           | Konzervativ. velkostatkář                                                 | [ 23 ]                                                                             |
| Dąmbski Stanisław                 | VS                  |                                                                            | HA           |                                                                           | Nastoupil 7. 7. 1899 místo L. Chrzanowského, rezign. oznámena na sch. 22. 2. 1900. |
| Damm Hans                         | VS                  |                                                                            | ČE           | Ústavověr. velkostatkář                                                   |                                                                                    |
| d'Angeli Guido                    | 1. a 2. volič. sbor |                                                                            | TE           | Italský lib. kand.                                                        |                                                                                    |
| Danielak Michał                   | VO                  | Krakov, Wieliczka atd.                                                     | HA           | Do r. 1898 Stojałowského skupina                                          |                                                                                    |
| Daschl Leopold                    | VO                  | Krems, Gföhl atd.                                                          | DR           | Křesť. soc. str.                                                          | Nastoupil r. 1897 místo E. Verganiho.                                              |
| Daszyński Ignacy                  | VŠ                  | 2. voleb. obvod: Krakov                                                    | HA           | Sociální demokrat                                                         |                                                                                    |
| d'Elvert Heinrich                 | M                   | Brno                                                                       | MO           | Něm. pokrok. str.                                                         |                                                                                    |
| Demel von Elswehr Leonhard        | M                   | Těšín, Frýdek atd.                                                         | SL           | Něm. pokrok. str.                                                         |                                                                                    |
| Deym ze Stříteže Bedřich          | VS                  |                                                                            | ČE           | Konzervativ. velkostatkář                                                 |                                                                                    |
| Di Pauli Josef                    | VŠ                  | 2. voleb. obvod: Bolzano, Merano, Schlanders atd.                          | TY           | Katol. str. lidová                                                        |                                                                                    |
| Dobernig Josef Wolfgang           | M                   | Klagenfurt                                                                 | KO           | Něm. lidová str.                                                          |                                                                                    |
| Doblhamer Gregor                  | VŠ                  | 3. voleb. obvod: Wels, Eferding, Ried, Braunau, Schärding                  | HR           | Katol. str. lidová                                                        | Zemřel 9. 2. 1899.                                                                 |
| Doblhofer Josef                   | VO                  | Ried, Braunau atd.                                                         | HR           | Katol. str. lidová                                                        |                                                                                    |
| Doblhoff-Dier Heinrich            | VS                  |                                                                            | DR           | Ústavověr. velkostatkář                                                   |                                                                                    |
| Doležal Jindřich                  | VŠ                  | 10. voleb. obvod: Semily, Jilemnice, Libau atd.                            | ČE           |                                                                           |                                                                                    |
| Dostál František                  | VŠ                  | 17. volební obvod: Písek, Mirovice, Strakonice atd.                        | ČE           | Mladočeši                                                                 |                                                                                    |
| Drexel Johann                     | M/OŽK               | Bregenz, Feldkirch atd./Feldkirch                                          | VO           | Samost. liberál n. Něm. pokrok. str.                                      |                                                                                    |
| Dubský Quido                      | VS                  |                                                                            | MO           | Ústavověr. velkostatkář                                                   |                                                                                    |
| Dulęba Władysław                  | M                   | Lvov                                                                       | HA           | Ofic. polský kandid.                                                      |                                                                                    |
| Dungel Adalbert                   | VS                  |                                                                            | DR           | Konzervativ. velkostatkář                                                 |                                                                                    |
| Dürckheim Georg Friedrich         | VS                  |                                                                            | HR           |                                                                           | Nastoupil 12. 4. 1899 místo J. Falkenhayna.                                        |
| Dvořák Jan                        | VO                  | Hr. Králové, N. Město, Náchod atd.                                         | ČE           | Mladočeši                                                                 |                                                                                    |
| Dyk Emanuel                       | VO                  | Plzeň, Kralovice atd.                                                      | ČE           | Mladočeši                                                                 |                                                                                    |
| Dzieduszycki Wojciech             | VS                  |                                                                            | HA           | Ofic. polský kandid.                                                      |                                                                                    |
| Ebenhoch Alfred                   | VŠ                  | 1. voleb. obvod: Linec, Urfahr, Freistadt atd.                             | HR           | Katol. str. lidová                                                        |                                                                                    |
| Ehrenfels Bernhard                | VS                  |                                                                            | DR           | Ústavověr. velkostatkář                                                   |                                                                                    |
| Eichhorn Heinrich                 | VO                  | Zwettl, Waidhofen an der Thaya atd.                                        | DR           |                                                                           | Nastoupil místo A. Hofbauera.                                                      |
| Einspieler Lambert                | VO                  | Klagenfurt, Völkermarkt atd.                                               | KO           | Slovinský katol. kand., Slovan. kř. nár. svaz                             |                                                                                    |
| Eisele Hugo                       | M                   | St. Veit, Feldkirchen, Friesach atd.                                       | KO           | Něm. lidová str.                                                          |                                                                                    |
| Eltz Alfred                       | VS                  |                                                                            | DR           | Ústavověr. velkostatkář                                                   |                                                                                    |
| Engel Emanuel                     | VŠ                  | 14. volební obvod: Kolín, Č. Brod atd.                                     | ČE           | Mladočeši                                                                 |                                                                                    |
| Erb Leopold                       | M                   | Steyr, Sierning, Sierningshofen atd.                                       | HR           | Živnostenská str.                                                         |                                                                                    |
| Etz August                        | VŠ                  | 3. voleb. obvod: Wels, Eferding, Ried, Braunau atd.                        | HR           | Katol. str. lidová                                                        | Nastoupil 3. 6. 1899 místo G. Doblhamera.                                          |
| Falkenhayn Julius                 | VS                  |                                                                            | HR           | Konzervativ. velkostatkář                                                 | Zemřel 12. 1. 1899.                                                                |
| Ferjančič Andrej                  | M                   | Postojna, Idrija, Vrhnika atd.                                             | KR           | Slovinský nár. lib. kand., Slovan. kř. nár. svaz                          |                                                                                    |
| Fink Jodok                        | VO                  | Bregenz, Bregenzerwald, Dornbirn                                           | VO           | Křesť. soc. str.                                                          |                                                                                    |
| Fischer Karol Józef               | VŠ                  | 6. voleb. obvod: Rzeszów, Ropczyce, Dembica atd.                           | HA           | Poláci                                                                    |                                                                                    |
| Fochler Karl                      | M                   | Hranice, Lipník atd.                                                       | MO           |                                                                           | Nastoupil 17. 5. 1899 místo A. Prombera.                                           |
| Foerg Heinrich                    | VŠ                  | 1. voleb. obvod: Innsbruck, Schwaz, Kufstein atd.                          | TY           | Katol. str. lidová                                                        |                                                                                    |
| Foller Adolf                      | M                   | Baden, Mödling, Perchtoldsdorf atd.                                        | DR           | Něm. lidová str., pak Křesť. soc. str.                                    |                                                                                    |
| Forcher-Ainbach Konrad            | M                   | Judenburg, Neumarkt, Murau atd.                                            | ŠT           | Něm. lidová str.                                                          |                                                                                    |
| Formánek Václav                   | VŠ                  | 11. voleb. obvod: Hr. Králové, Nové Město n. Metují atd.                   | ČE           | Mladočeši                                                                 |                                                                                    |
| Fořt Josef                        | M                   | Kolín, Poděbrady atd.                                                      | ČE           | Mladočeši                                                                 |                                                                                    |
| Fournier August                   | M                   | Děčín, Podmokly atd.                                                       | ČE           | Něm. pokrok. str.                                                         |                                                                                    |
| Fuchs Viktor                      | VO                  | St. Johann, Tamsweg, Zell am See atd.                                      | SA           | Katol. str. lidová                                                        |                                                                                    |
| Funke Alois                       | M                   | Litoměřice, Terezín atd.                                                   | ČE           |                                                                           |                                                                                    |
| Fürstl von Teichek Rudolf         | VS                  |                                                                            | ČE           | Ústavověr. velkostatkář                                                   |                                                                                    |
| Gambini Pier Antonio              | VS                  |                                                                            | IS           | Italský lib. kandid.                                                      |                                                                                    |
| Garapich Michał                   | VS                  |                                                                            | HA           | Ofic. polský kandid.                                                      |                                                                                    |
| Gebler Wenzel                     | M                   | Falknov, Loket, Hor. Slavkov                                               | ČE           | Něm. lidová str.                                                          | Rezign. oznámena na sch. 21. 3. 1898.                                              |
| Gessmann Albert                   | VŠ                  | 7. voleb. obvod: Krems, Horn, Zwettl, Waidhofen                            | DR           | Antisemité                                                                |                                                                                    |
| Ghon Carl                         | VO                  | Villach, Ferlach atd.                                                      | KO           | Něm. lidová str.                                                          | Rezignoval 19. 8. 1900.                                                            |
| Girstmayr Franz                   | M                   | Leibnitz, Ehrenhausen, Straß atd.                                          | ŠT           | Samost. kand. Něm. lidové str.                                            |                                                                                    |
| Giżowski Juliusz                  | VS                  |                                                                            | HA           | Ofic. polský kandid.                                                      |                                                                                    |
| Glöckner Adolf                    | VO                  | Liberec, Č. Dub atd.                                                       | ČE           | Něm. pokrok. str.                                                         |                                                                                    |
| Gniewosz Władysław                | VŠ                  | 11. voleb. obvod: Brody, Kamionka, Rava atd.                               | HA           | Poláci                                                                    |                                                                                    |
| Gniewosz Włodzimierz              | VS                  |                                                                            | HA           | Ofic. polský kandid.                                                      |                                                                                    |
| Górski Piotr                      | VS                  |                                                                            | HA           | Ofic. polský kandid.                                                      |                                                                                    |
| Goetz Jan Albin                   | VO                  | Bochnia, Brzesko atd.                                                      | HA           | Ofic. polský kand.                                                        |                                                                                    |
| Götz Leopold                      | M                   | Mikulov                                                                    | MO           | Něm. pokrok. str.                                                         |                                                                                    |
| Grabmayr Karl                     | VS                  | 2. volič. sbor                                                             | TY           | Něm. lib. kandid.                                                         |                                                                                    |
| Grafinger Franz                   | VO                  | Gmunden, Kirchdorf atd.                                                    | HR           |                                                                           | Nastoupil 18. 12. 1899 místo J. Rogla.                                             |
| Gregorčič Anton                   | VŠ                  | Gorice, Tolmin, Bovec, Seffana atd.                                        | GG           | Katol. Slovinec, Slovan. kř. nár. svaz                                    |                                                                                    |
| Gregorec Lavoslav                 | VO                  | Ptuj, Rogatec, Ljutomer atd.                                               | ŠT           | Slovinský katol. kand., Slovan. kř. nár. svaz                             |                                                                                    |
| Gregorig Josef                    | M                   | Vídeň, VII. okres                                                          | DR           | Křesť. soc. str.                                                          |                                                                                    |
| Grégr Eduard                      | VO                  | Roudnice, Louny, Mělník atd.                                               | ČE           | Mladočeši                                                                 |                                                                                    |
| Groß Gustav                       | M                   | Jihlava, Třebíč atd.                                                       | MO           | Něm. pokrok. str.                                                         |                                                                                    |
| Größl Wenzel                      | VO                  | Vimperk, Volary, Kašp. Hory atd.                                           | ČE           | Něm. pokrok. str.                                                         |                                                                                    |
| Guetti Lorenzo                    | VŠ                  | 3. voleb. obvod: Borgo, Cavalese, Cles atd.                                | TY           | Konzervativ. Ital                                                         | Zemřel 1898.                                                                       |
| Günther Wenzel                    | VO                  | Litoměřice, Štětí, Ústí atd.                                               | ČE           | Něm. pokrok. str.                                                         |                                                                                    |
| Haase Theodor                     | M                   | Bílsko, Strumeň atd.                                                       | SL           | Něm. pokrok. str.                                                         |                                                                                    |
| Habermann Josef                   | OŽK                 | Brno                                                                       | MO           | Něm. pokrok. str.                                                         |                                                                                    |
| Hackelberg-Landau Rudolf Adam von | VS                  |                                                                            | ŠT           |                                                                           |                                                                                    |
| Hagenhofer Franz                  | VO                  | Hartberg, Weiz atd.                                                        | ŠT           | Katol. konzervativec                                                      |                                                                                    |
| Hájek Max                         | OŽK                 | Plzeň                                                                      | ČE           | Mladočeši                                                                 |                                                                                    |
| Hannich Josef                     | VŠ                  | 8. voleb. obvod: Liberec, Frýdlant, Jablonné atd.                          | ČE           | Sociální demokrat                                                         |                                                                                    |
| Hartig Franz Gabriel              | VS                  |                                                                            | ČE           | Ústavověr. velkostatkář                                                   |                                                                                    |
| Haueis Alois                      | VO                  | Imst, Reutte, Landeck atd.                                                 | TY           | Katol. konzervativec                                                      |                                                                                    |
| Haugwitz Karl                     | VS                  |                                                                            | DR           | Konzervativ. velkostatkář                                                 |                                                                                    |
| Hayden Christoph Sigmund          | VS                  |                                                                            | HR           | Konzervativ. velkostatkář                                                 |                                                                                    |
| Heeger Viktor                     | M                   | Krnov, Albrechtice atd.                                                    | SL           | Německý nacionál n. Něm. lid. str.                                        |                                                                                    |
| Heimrich Jan                      | VO                  | Boskovice, Tišnov, N. Město atd.                                           | MO           | Český kompromis. kand.                                                    |                                                                                    |
| Heinemann Ludwig                  | M                   | Krems, Stein, Mautern atd.                                                 | DR           | Něm. lidová str.                                                          |                                                                                    |
| Heller Servác                     | VO                  | Karlín atd.                                                                | ČE           |                                                                           | Nastoupil místo V. R. z Kounic.                                                    |
| Henzel Seweryn                    | VS                  |                                                                            | HA           | Ofic. polský kandid.                                                      |                                                                                    |
| Herbst Ernst                      | VŠ                  | 16. volební obvod: Budějovice, J. Hradec atd.                              | ČE           | Něm. pokrok. str.                                                         |                                                                                    |
| Herk Blasius                      | VO                  | Judenburg, Murau, Liezen atd.                                              | ŠT           | Katol. konzervativec                                                      |                                                                                    |
| Herold Josef                      | M                   | Čáslav, K. Hora atd.                                                       | ČE           | Mladočeši                                                                 |                                                                                    |
| Herzmansky Richard                | VO                  | Opava, Krnov atd.                                                          | SL           | Něm. lidová str.                                                          |                                                                                    |
| Hinterhuber Hermann               | OŽK                 | Klagenfurt                                                                 | KO           | Něm. lidová str.                                                          | Rezignoval 17. 12. 1897, pak opět zvolen.                                          |
| Hirsch Gustav                     | VS                  |                                                                            | SL           |                                                                           |                                                                                    |
| Hladyšovskyj Emil                 | VO                  | Tarnopol atd.                                                              | HA           |                                                                           | Nastoupil místo L. Pinińského.                                                     |
| Hochenburger Victor               | M                   | Graz (předměstí)                                                           | ŠT           | Něm. lidová str.                                                          |                                                                                    |
| Hofbauer Alois                    | VO                  | Zwettl, Waidhofen a. d. Thaya atd.                                         | DR           | Křesť. soc. str.                                                          | Zemřel 1897.                                                                       |
| Hofer Johann Laurenz              | M                   | Falknov, Loket, Horní Slavkov                                              | ČE           |                                                                           | Nastoupil místo W. Geblera.                                                        |
| Hofmann Franz                     | M                   | Opava                                                                      | SL           | Něm. lidová str.                                                          |                                                                                    |
| Hofmann Vinzenz                   | VO                  | Stříbro, Horš. Týn atd.                                                    | ČE           | Něm. pokrok. str.                                                         |                                                                                    |
| Hofmann v. Wellenhof Paul         | M                   | Graz (vnitřní město)                                                       | ŠT           | Něm. lidová str.                                                          |                                                                                    |
| Holanský Vojtěch                  | VŠ                  | 15. volební obvod: Tábor, Pelhřimov, Milevsko atd.                         | ČE           | Mladočeši                                                                 |                                                                                    |
| Hölzl Alois                       | VS                  |                                                                            | SA           | Katol. str. lidová                                                        |                                                                                    |
| Hompesch-Bollheim Ferdinand       | VO                  | Łańcut, Risko atd.                                                         | HA           | Ofic. polský kand.                                                        | Zemřel 1897.                                                                       |
| Hořica Ignát                      | M                   | Břez. Hory, Hořovice atd.                                                  | ČE           | Mladočeši                                                                 |                                                                                    |
| Hrobelskyj Ivan                   | VŠ                  | 15. volební obvod: Kolomyja, Nadvirna, Horodenka atd.                      | HA           | Rusín, Slovan. kř. nár. svaz                                              | Rezign. oznámena na sch. 29. 9. 1898.                                              |
| Hurmuzachi Eudoxiu                | VO                  | Černovice, Storožynec, Siret atd.                                          | BU           | Rumunský kand.                                                            |                                                                                    |
| Horodyski Kornel                  | VO                  | Bučač atd.                                                                 | HA           | Ofic. polský kand.                                                        | Zemřel 1898.                                                                       |
| Hortis Attilio                    | VŠ                  | Terst                                                                      | TE           | Liberální Ital                                                            |                                                                                    |
| Hovorka František                 | VO                  | Rychnov n. Kněžnou, Žamberk atd.                                           | ČE           | Mladočeši                                                                 |                                                                                    |
| Hübner Viktor                     | M                   | Znojmo, Dačice, Jemnice atd.                                               | MO           | Něm. pokrok. str.                                                         |                                                                                    |
| Hueber Anton                      | M                   | St. Johann, Wagrain, St. Veit atd.                                         | SA           | Německý nacionál n. Něm. lidová str.                                      |                                                                                    |
| Huyn Rudolf                       | M                   | Brixen, Sterzing, Kaltern atd.                                             | TY           | Katol. str. lidová                                                        | Rezignoval 28. 12. 1897.                                                           |
| Hybeš Josef                       | VŠ                  | 1. voleb. obvod: Brno                                                      | MO           | Sociální demokrat                                                         |                                                                                    |
| Chiari Karl                       | M                   | Šternberk, Uničov, Rýmařov atd.                                            | MO           | Něm. lidová str.                                                          |                                                                                    |
| Chotek Ferdinand                  | VS                  |                                                                            | ČE           | Konzervativ. velkostatkář                                                 |                                                                                    |
| Chrzanowski Leon                  | VS                  |                                                                            | HA           | Ofic. polský kandid.                                                      | Zemřel 17. 3. 1899.                                                                |
| Iro Karl                          | VO                  | Planá, Teplá, Tachov atd.                                                  | ČE           | Schönererova skupina                                                      | Rezign. oznámena na sch. 13. 10. 1897, pak znovu zvolen.                           |
| Jaksch v. Wartenhorst Friedrich   | VS                  |                                                                            | ČE           | Ústavověr. velkostatkář                                                   |                                                                                    |
| Janda Heřman                      | VŠ                  | 7. voleb. obvod: Ml. Boleslav, Benátky n. J., Turnov atd.                  | ČE           | Mladočeši                                                                 |                                                                                    |
| Jarosevyč Roman                   | VŠ                  | 14. volební obvod: Terebovlja, Husjatyn, Borszcow atd.                     | HA           | Rusín, hospitant klubu soc. dem., člen Ukrajinské soc. dem.               |                                                                                    |
| Jaworski Apolinary                | VS                  |                                                                            | HA           | Ofic. polský kandid.                                                      |                                                                                    |
| Jax Gottfried                     | M                   | St. Pölten, Scheibbs, Klosterneuburg atd.                                  | DR           | Křesť. soc. str.                                                          |                                                                                    |
| Jędrzejowicz Adam                 | VS                  |                                                                            | HA           | Ofic. polský kandid.                                                      |                                                                                    |
| Kaftan Jan                        | M                   | Praha (Malá Strana, Hradčany atd.)                                         | ČE           | Mladočeši                                                                 |                                                                                    |
| Kaiser August                     | VO                  | Bruntál, Frývaldov atd.                                                    | SL           | Něm. lidová str.                                                          |                                                                                    |
| Kaizl Josef                       | M                   | Karlín, Smíchov atd.                                                       | ČE           | Mladočeši                                                                 | Rezign. oznámena na sch. 1. 4. 1898, pak znovu zvolen.                             |
| Kaltenegger Mathias               | VO                  | Štýrský Hradec, Voitsberg atd.                                             | ŠT           | Katol. konzervativec                                                      |                                                                                    |
| Kapferer Max                      | M/OŽK               | Innsbruck, Hall atd./Innsbruck                                             | TY           | Katol. kandidát, do r. 1898 Katol. str. lidová                            |                                                                                    |
| Karatnyckyj Modest                | VO                  | Sambir, Staremiasto atd.                                                   | HA           | Umírněný Rusín, Slovan. kř. nár. svaz                                     |                                                                                    |
| Kareis Josef                      | M                   | Vídeň, II. okres                                                           | DR           | Něm. pokrok. str.                                                         |                                                                                    |
| Karlík Josef                      | M                   | Tábor, Kratzau, Kamenice atd.                                              | ČE           | Mladočeši                                                                 |                                                                                    |
| Karlon Alois                      | VO                  | Leibnitz, Deutsch-Landsberg atd.                                           | ŠT           | Katol. konzervativec                                                      |                                                                                    |
| Kathrein Theodor                  | VO                  | Innsbruck, Sterzing atd.                                                   | TY           | Katol. konzervativec                                                      |                                                                                    |
| Kounic Václav Robert              | VO                  | Karlín, Č. Brod atd.                                                       | ČE           | Mladočeši                                                                 | Rezign. oznámena na sch. 23. 9. 1897.                                              |
| Keil Anton                        | VO                  | Salzburg, Golling atd.                                                     | SA           | Katol. str. lidová                                                        |                                                                                    |
| Kern Leopold                      | VŠ                  | 2. voleb. obvod: Steyr, Gmunden, Kirchdorf, Vöcklabruck                    | HR           | Katol. str. lidová                                                        |                                                                                    |
| Kielmannsegg Karl                 | VS                  |                                                                            | DR           | Ústavověr. velkostatkář                                                   |                                                                                    |
| Kienmann Emerich                  | M                   | Neustadt, Neunkirchen, Pottendorf atd.                                     | DR           | Něm. lidová str.                                                          |                                                                                    |
| Kiesewetter Wilhelm               | VŠ                  | 9. voleb. obvod: Trutnov, Vrchlabí, Rokytnice atd.                         | ČE           | Sociální demokrat                                                         |                                                                                    |
| Kindermann Franz                  | M                   | Šluknov, Haňšpach, Staré Křečany atd.                                      | ČE           |                                                                           |                                                                                    |
| Kink Julius                       | OŽK                 | Vídeň                                                                      | DR           | Něm. pokrok. str.                                                         |                                                                                    |
| Kirschner Josef                   | VO                  | Č. Lípa, Jablonné, Dubá atd.                                               | ČE           | Něm. pokrok. str.                                                         |                                                                                    |
| Kitschelt Rudolf                  | OŽK                 | Vídeň                                                                      | DR           | Freie Deutsche Vereinig.                                                  | Nastoupil 18. 10. 1899 místo M. Mauthnera.                                         |
| Kittel Franz                      | VO                  | Žatec, Chomutov atd.                                                       | ČE           | Schönererova skupina                                                      |                                                                                    |
| Klaić Petar                       | VŠ                  | 1. voleb. obvod: Zadar, Pag, Rab atd.                                      | DA           | Chorvat, Slovan. kř. nár. svaz                                            |                                                                                    |
| Klein von Wisenberg Hubert        | VS                  |                                                                            | MO           | Ústavověr. velkostatkář                                                   |                                                                                    |
| Kletzenbauer Gregor               | VO                  | Krumlov, Kaplice atd.                                                      | ČE           | Křesť. soc. str.                                                          |                                                                                    |
| Knoll Rudolf                      | OŽK                 | Cheb                                                                       | ČE           | Něm. pokrok. str.                                                         |                                                                                    |
| Kolischer Henryk                  | M                   | Horodok, Přemyšl atd.                                                      | HA           | Ofic. polský kand.                                                        |                                                                                    |
| König František                   | VO                  | Příbram, Rokycany atd.                                                     | ČE           | Mladočeši                                                                 |                                                                                    |
| Kopp Josef                        | M                   | Vídeň, I. okres                                                            | DR           | Něm. pokrok. str.                                                         |                                                                                    |
| Kozakiewicz Jan                   | VŠ                  | 1. voleb. obvod: Lvov                                                      | HA           | Sociální demokrat                                                         |                                                                                    |
| Kozłowski-Bolesta Włodzimierz     | VS                  |                                                                            | HA           | Ofic. polský kandid.                                                      |                                                                                    |
| Kramář Karel                      | VO                  | Jičín, Jilemnice, Semily atd.                                              | ČE           | Mladočeši                                                                 |                                                                                    |
| Krek Janez Evangelist             | VŠ                  | Lublaň, Vrhnika, Ribnica atd.                                              | KR           | Katol. Slovinec, Slovan. kř. nár. svaz                                    |                                                                                    |
| Krempa Franciszek                 | VO                  | Miec, Tarnobrzeg atd.                                                      | HA           | Polská lid. str.                                                          |                                                                                    |
| Kronawetter Ferdinand             | M                   | Vídeň, I. okres                                                            | DR           | Sociál. politická str.                                                    |                                                                                    |
| Krumbholz Václav                  | VO                  | Smíchov, Rakovník atd.                                                     | ČE           | Mladočeši                                                                 |                                                                                    |
| Kryf Alois                        | VO                  | Kolín, Nechanice atd.                                                      | ČE           | Mladočeši                                                                 |                                                                                    |
| Kübeck Max                        | VS                  |                                                                            | MO           | Ústavověr. velkostatkář                                                   |                                                                                    |
| Kubik Jan                         | VŠ                  | 3. voleb. obvod: Biała, Chrzanów atd.                                      | HA           | Samost. Polák                                                             |                                                                                    |
| Kulp Vojtěch                      | M                   | Kroměříž, Uh. Hradiště                                                     | MO           | Český kompromis. kandid.                                                  |                                                                                    |
| Kupelwieser Franz                 | OŽK                 | Leoben                                                                     | ŠT           | Samostat. kandid. n. umírněný lib.                                        |                                                                                    |
| Kurz Josef                        | VŠ                  | 3. voleb. obvod: Feldbach, Radkersburg, Leibnitz                           | ŠT           | Antisemité                                                                |                                                                                    |
| Kurz Vilém                        | M                   | Písek                                                                      | ČE           | Mladočeši                                                                 |                                                                                    |
| Kušar Josip                       | M/OŽK               | Lublaň                                                                     | KR           | Slovinský nár. lib. kand., Slovan. kř. nár. svaz                          |                                                                                    |
| Kvekić Radoslav                   | VO                  | Kotor, Risan, Budva atd.                                                   | DA           | Srbský kand.                                                              |                                                                                    |
| Laginja Matko                     | VO                  | Poreč, Koper atd.                                                          | IS           | Chorvatský kand. Str. práva, Slovan. kř. nár. svaz                        |                                                                                    |
| Lang Hynek                        | VO                  | Tábor, Pelhřimov atd.                                                      | ČE           | Mladočeši                                                                 |                                                                                    |
| Lažanský Jan                      | VS                  |                                                                            | ČE           | Konzervativ. velkostatkář                                                 |                                                                                    |
| Lebloch Václav                    | VŠ                  | 3. voleb. obvod: Znojmo, Dačice, Mikulov atd.                              | MO           | kompromisní český kand. z Moravské lid. str.                              |                                                                                    |
| Lecher Otto                       | M                   | Brno                                                                       | MO           | Něm. pokrok. str.                                                         |                                                                                    |
| Lemisch Arthur                    | VŠ                  | Klagenfurt, Ferlach atd.                                                   | KO           | Něm. lid. str.                                                            |                                                                                    |
| Lenassi Alfredo                   | M/OŽK               | Gorice, Cormòns, Gradiška atd./Gorice                                      | GG           | Italský lib. kand.                                                        |                                                                                    |
| Lewicki Witold                    | VŠ                  | 9. voleb. obvod: Přemyšl, Sambir atd.                                      | HA           | Poláci                                                                    |                                                                                    |
| Liechtenstein Alois               | M                   | XVI.-XIX. okres                                                            | DR           | Křesť. soc. str.                                                          |                                                                                    |
| Lilgenau Karl                     | VS                  |                                                                            | ČE           | Konzervativ. velkostatkář                                                 |                                                                                    |
| Loser Franz                       | VŠ                  | Bregenz, Feldkirch, Bludenz                                                | VO           | Katol. str. lidová                                                        |                                                                                    |
| Lorber Franz                      | M                   | Bruck, Leoben atd.                                                         | ŠT           | Něm. pokrok. str., od r. 1897 Něm. lid. str.                              | Rezign. 20. 7. 1900.                                                               |
| Loula Karel                       | VO                  | Sedlčany, Milevsko, Benešov atd.                                           | ČE           | Mladočeši                                                                 |                                                                                    |
| Ludwig Ferdinand                  | OŽK                 | Štýrský Hradec                                                             | ŠT           | Něm. lidová str.                                                          |                                                                                    |
| Ludwigstorff Anton                | VS                  |                                                                            | DR           | Ústavověr. velkostatkář                                                   |                                                                                    |
| Lueger Karl                       | VŠ                  | 3. voleb. obvod: Margarethen, Mariahilf, Meidling, Hitzing / okresy V, VI, | DR           | Antisemité                                                                |                                                                                    |
| Lupul Ioan                        | VO                  | Rădăuți, Suceava, Câmpulung                                                | BU           | Rumunský kand.                                                            |                                                                                    |
| Madeyski-Poray Stanisław          | M                   | Biała, Nowy Sącz, Wieliczka atd.                                           | HA           | Ofic. polský kand.                                                        | 17. 9. 1899 povolán do Panské sněmovny.                                            |
| Malfatti Valeriano                | M                   | Roverti, Mori atd.                                                         | TY           | Italský lib. kand.                                                        |                                                                                    |
| Mandyčevskyj Kornylo              | VO                  | Stanislavov, Nadvirna atd.                                                 | HA           | Umírněný Rusín, Slovan. kř. nár. svaz                                     |                                                                                    |
| Martínek Konrád                   | VO                  | Brno, Vyškov atd.                                                          | MO           | Český kompromis. kand.                                                    |                                                                                    |
| Maštálka Jindřich                 | M                   | Jičín, Sobotka atd.                                                        | ČE           |                                                                           |                                                                                    |
| Mauroner Leopoldo                 | M                   | Terst, 4. volič. sbor                                                      | TE           | Italský lib. kand.                                                        |                                                                                    |
| Mauthner Max                      | OŽK                 | Vídeň                                                                      | DR           | Něm. pokrok. str.                                                         | 17. 9. 1899 povolán do Panské sněmovny.                                            |
| Mayer Johann                      | VŠ                  | 8. voleb. obvod: Korneuburg, Stockerau atd.                                | DR           | Antisemité                                                                |                                                                                    |
| Mayr Ambros                       | VO                  | Schwaz, Kufstein atd.                                                      | TY           | Katol. konzervativec                                                      | Zemřel 1897.                                                                       |
| Mayreder Rudolf                   | M                   | Vídeň, IV. a X. okres                                                      | DR           | Něm. lidová str.                                                          |                                                                                    |
| Menger Max                        | M                   | Nový Jičín, Příbor atd.                                                    | MO           | Něm. pokrok. str.                                                         |                                                                                    |
| Merunowicz Teofil                 | VO                  | Lvov, Grodek atd.                                                          | HA           | Ofic. polský kand.                                                        |                                                                                    |
| Mettal Otto                       | VS                  |                                                                            | ČE           | Konzervativ. velkostatkář                                                 |                                                                                    |
| Milewski Józef                    | VS                  |                                                                            | HA           | Ofic. polský kandid.                                                      |                                                                                    |
| Millesi Matthias                  | VS                  |                                                                            | KO           | Něm. lidová str.                                                          |                                                                                    |
| Mittermayer Karl                  | VŠ                  | 5. voleb. obvod: Vídeň, XVI. - XIX. okres                                  | DR           | Antisemité                                                                |                                                                                    |
| Moscon Julius Alfred              | VS                  |                                                                            | ŠT           |                                                                           |                                                                                    |
| Mosdorfer Franz                   | M                   | Hartberg, Friedberg atd.                                                   | ŠT           | Něm. lidová str.                                                          |                                                                                    |
| Moysa-Rosochacki Stefan           | VŠ                  | 15. volební obvod: Kolomyja, Nadvirna, Horodenka atd.                      | HA           |                                                                           | Nastoupil 25. 10. 1898 místo Ivana Hrobelského.                                    |
| Muhr Michael                      | M                   | Freistadt, Leonfelden atd.                                                 | HR           | Katol. lidová str.                                                        |                                                                                    |
| Nawrocki Edmund                   | VO                  | Kaluš, Dolina atd.                                                         | HA           | Ofic. polský kand.                                                        |                                                                                    |
| Naxera Václav                     | M                   | Třeboň, Jindřichův Hradec atd.                                             | ČE           |                                                                           | Nastoupil 6. 10. 1898 místo J. Slavíka.                                            |
| Neunteufl Ferdinand               | VO                  | Znojmo, Dačice atd.                                                        | MO           | Křesť. soc. str.                                                          |                                                                                    |
| Nitsche Friedrich                 | M                   | Krumlov, Kaplice atd.                                                      | ČE           | Něm. pokrok. str.                                                         |                                                                                    |
| Noske Konstantin                  | M                   | Vídeň, I. okres                                                            | DR           | Něm. pokrok. str.                                                         |                                                                                    |
| Nowak Gustav                      | VO                  | Děčín, Rumburk atd.                                                        | ČE           | Něm. pokrok. str.                                                         |                                                                                    |
| Oberndorfer Johann                | VO                  | Amstetten, Scheibbs atd.                                                   | DR           | Křesť. soc. str.                                                          |                                                                                    |
| Ochrymovyč Ksenofont              | VO                  | Stryj, Drohobyč atd.                                                       | HA           | Umírněný Rusín, Slovan. kř. nár. svaz                                     |                                                                                    |
| Okuněvskij Teofil                 | VO                  | Kolomyja, Sňatyn atd.                                                      | HA           | Ofic. rusínský kand., od r. 1898 Klub nez. Rusínů                         |                                                                                    |
| Olpiński Julian                   | VO                  | Terebovlja, Husjatyn atd.                                                  | HA           | Ofic. polský kand.                                                        | [ 37 ]                                                                             |
| Pabstmann Gustav Ludwig           | VS                  |                                                                            | ČE           | Konzervativ. velkostatkář                                                 |                                                                                    |
| Pacák Bedřich                     | VO                  | Čáslav, Kutná Hora atd.                                                    | ČE           | Mladočeši                                                                 |                                                                                    |
| Pálffy von Erdöd Eduard           | VS                  |                                                                            | ČE           | Konzervativ. velkostatkář                                                 |                                                                                    |
| Panizza Augusto                   | VS                  | 2. volič. sbor                                                             | TY           | Italský lib. kandid.                                                      |                                                                                    |
| Parish v. Senftenberg O.          | VS                  |                                                                            | ČE           | Konzervativ. velkostatkář                                                 |                                                                                    |
| Pastor Leo                        | VŠ                  | 8. voleb. obvod: Jarosław, Grodek atd.                                     | HA           | Poláci                                                                    |                                                                                    |
| Pattai Robert                     | M                   | Vídeň, VI. okres                                                           | DR           | Křesť. soc. str.                                                          |                                                                                    |
| Peez Alexander                    | OŽK                 | Liberec                                                                    | ČE           | Něm. pokrok. str.                                                         | Rezign. oznámena na sch. 23. 9. 1897.                                              |
| Pergelt Anton                     | M                   | Rumburk, Krásná Lípa atd.                                                  | ČE           |                                                                           |                                                                                    |
| Perić Josip Vergilij              | VO                  | Siga, Makarska atd.                                                        | DA           | Radik. chorvatský kand. (Str. práva), Slovan. kř. nár. svaz               |                                                                                    |
| Peschka Franz                     | VO                  | Litomyšl, Lanškroun atd.                                                   | ČE           | Něm. pokrok. str.                                                         |                                                                                    |
| Pessler Gustav                    | M                   | Linec, Urfahr, Ottensheim atd.                                             | HR           | Něm. lidová str.                                                          | Zemřel 21. 9. 1900.                                                                |
| Pfeifer Julius                    | OŽK                 | Liberec                                                                    | ČE           |                                                                           | Nastoupil místo Alexandra Peeze.                                                   |
| Pfeifer Viljem                    | VO                  | Novo mesto, Krško atd.                                                     | KR           | Slovinský katol. kand., Slovan. kř. nár. svaz                             |                                                                                    |
| Pfersche Emil                     | M                   | Ústí, Chabařovice atd.                                                     | ČE           | Něm. pokrok. str.                                                         |                                                                                    |
| Pfliegl Max                       | M                   | Ried, Haag atd.                                                            | HR           | Samost. kand. s podporou Katol. lidové str., pak Freie Deutsche Vereinig. |                                                                                    |
| Piepes-Poratyński Jakub           | OŽK                 | Lvov                                                                       | HA           | Ofic. polský kand.                                                        |                                                                                    |
| Piętak Leonard                    | M                   | Lvov                                                                       | HA           | Ofic. polský kandid.                                                      |                                                                                    |
| Piliński Włodzimierz              | VS                  |                                                                            | HA           | Ofic. polský kandid.                                                      |                                                                                    |
| Piniński Leon                     | VO                  | Tarnopol atd.                                                              | HA           | Ofic. polský kand.                                                        |                                                                                    |
| Plass Johann                      | VO                  | Linec, Steyr atd.                                                          | HR           | Katol. str. lidová                                                        |                                                                                    |
| Plaček Boleslav                   | M                   | Litomyšl, Ústí n. Orlicí atd.                                              | ČE           | Mladočeši                                                                 |                                                                                    |
| Pogačnik Josip                    | VO                  | Kranj, Kamnik atd.                                                         | KR           | Slovinský katol. kand., Slovan. kř. nár. svaz                             |                                                                                    |
| Polzhofer Rudolf                  | VO                  | Hietzing, Bruck a. d. Leitha atd.                                          | DR           | Něm. lidová str.                                                          |                                                                                    |
| Pommer Josef                      | M                   | Celje, Žalec atd.                                                          | ŠT           | Něm. lidová str.                                                          |                                                                                    |
| Popovici Gheorghe                 | VŠ                  | 2. voleb. obvod: Rădăuți atd.                                              | BU           | Rumun                                                                     |                                                                                    |
| Popowski Józef                    | VS                  |                                                                            | HA           | Ofic. polský kandid.                                                      |                                                                                    |
| Posch Alois                       | VO                  | Bruck, Leoben atd.                                                         | ŠT           | Něm. lidová str.                                                          |                                                                                    |
| Pospíšil Jan                      | VO                  | Jihlava, Třebíč atd.                                                       | MO           | Český kompromis. kand.                                                    |                                                                                    |
| Potocki Jan Nepomucen             | VO                  | Sanok, Brzezow atd.                                                        | HA           |                                                                           | Nastoupil 7. 7. 1899 místo J. Wiktora z Wiatrowic                                  |
| Potoczek Jan                      | VO                  | Nowy Sącz, Limanowa atd.                                                   | HA           | Ofic. polský kand.                                                        |                                                                                    |
| Povše Franc                       | VO                  | Kočevje, Trebnje atd.                                                      | KR           | Slovinský katol. kand., Slovan. kř. nár. svaz                             |                                                                                    |
| Prade Heinrich                    | M                   | Liberec                                                                    | ČE           | Něm. lidová str.                                                          |                                                                                    |
| Pražák Otakar                     | VO                  | Hustopeče, Kyjov atd.                                                      | MO           | Český kompromis. kand.                                                    |                                                                                    |
| Primavesi Robert                  | OŽK                 | Olomouc                                                                    | MO           |                                                                           | Nastoupil 7. 11. 1899 místo E. Proskowetze.                                        |
| Prochazka Julius                  | VŠ                  | 2. voleb. obvod: Vídeň, III.-IV. a X.-XI. okres                            | DR           | Antisemité                                                                |                                                                                    |
| Promber Adolf                     | M                   | Hranice, Lipník atd.                                                       | MO           | Něm. pokrok. str.                                                         | Zemřel 3. 2. 1899.                                                                 |
| Proskowetz Emanuel                | OŽK                 | Olomouc                                                                    | MO           | Něm. pokrok. str.                                                         | 17. 9. 1899 povolán do Panské sněmovny                                             |
| Radimský Jan                      | VS                  |                                                                            | ČE           | Konzervativ. velkostatkář                                                 |                                                                                    |
| Rammer Mathias                    | VO                  | Freistadt, Perg atd.                                                       | HR           | Katol. str. lidová                                                        |                                                                                    |
| Rapoport von Porada Arnold        | OŽK                 | Krakov                                                                     | HA           | Ofic. polský kand.                                                        |                                                                                    |
| Rataj Jan                         | VO                  | Písek,Strakonice atd.                                                      | ČE           |                                                                           | Nastoupil 20. 10. 1898 místo J. Vašatého.                                          |
| Resel Hans                        | VŠ                  | Št. Hradec, vnitř. město a předměstí                                       | ŠT           |                                                                           |                                                                                    |
| Riccabona Vittorio                | M                   | Trento, Cles, Fondo atd.                                                   | TY           | Italský liberál                                                           | Nastoupil 14. 12. 1899 místo G. Cianiho.                                           |
| Rieger Eduard                     | VŠ                  | 7. voleb. obvod: Schönberg, Römerstadt atd.                                | MO           | Sociální demokrat                                                         |                                                                                    |
| Rigler Franz                      | VO                  | Korneuburg, Ober-Hollabrunn atd.                                           | DR           | Něm. lidová str.                                                          |                                                                                    |
| Richter Franz                     | M                   | Korneuburg, Stockerau atd.                                                 | DR           | Něm. lidová str.                                                          |                                                                                    |
| Rittner Edward                    | M                   | Tarnopol atd.                                                              | HA           | Ofic. polský kand.                                                        | Zemřel 27. 9. 1899.                                                                |
| Rizzi Lodovico                    | M                   | Poreč, Coper atd.                                                          | IS           | Italský lib. kand.                                                        |                                                                                    |
| Robič Franc                       | VO                  | Maribor, Slov. Konjice atd.                                                | ŠT           | Slovinský katol. kand., Slovan. kř. nár. svaz                             |                                                                                    |
| Rogl Johann                       | VO                  | Gmunden, Kirchdorf atd.                                                    | HR           | Katol. str. lidová                                                        | Zemřel 1. 10. 1899.                                                                |
| Röhling Karl                      | VŠ                  | 3. voleb. obvod: Stříbro, Horš. Týn atd.                                   | ČE           | Něm. pokrok. str.                                                         |                                                                                    |
| Rohracher Franz                   | M                   | Brixen, Sterzing, Kaltern atd.                                             | TY           | Katol. str. lidová                                                        | Nastoupil místo R. Huyna.                                                          |
| Rojowski Kazimierz                | VŠ                  | 10. voleb. obvod: Stryj, Turka atd.                                        | HA           | Poláci                                                                    |                                                                                    |
| Roschmann-Hörburg Julius          | M                   | Suceava, Siret atd.                                                        | BU           | Liberál, hospitant Něm. lidové str.                                       |                                                                                    |
| Rosenstock Maurycy                | OŽK                 | Brody                                                                      | HA           | Ofic. polský kand.                                                        |                                                                                    |
| Roser Franz Moritz                | VO                  | Trutnov, Vrchlabí atd.                                                     | ČE           | Něm. pokrok. str.                                                         |                                                                                    |
| Roszkowski Gustaw                 | M                   | Sambir, Stryj atd.                                                         | HA           | Ofic. polský kand.                                                        |                                                                                    |
| Rozkošný Jan                      | VO                  | Uh. Hradiště, Holešov atd.                                                 | MO           | Český kompromis. kand.                                                    |                                                                                    |
| Russ Victor Wilhelm               | M                   | K. Vary, Jáchymov atd.                                                     | ČE           | Něm. pokrok. str.                                                         |                                                                                    |
| Rutowski Tadeusz                  | M                   | Tarnow, Bochnia atd.                                                       | HA           | Ofic. polský kand.                                                        |                                                                                    |
| Rychlik Ignacy                    | M                   | Rzeszów, Jarosław atd.                                                     | HA           | Ofic. polský kand.                                                        |                                                                                    |
| Salm-Reifferscheidt Erich         | VS                  |                                                                            | ČE           | Konzervativ. velkostatkář                                                 | Nastoupil 29. 9. 1898 místo G. Wiedersperga.                                       |
| Salvadori Giovanni                | VO                  | Roveredo, Riva atd.                                                        | TY           | Italský katol. kand.                                                      | Zemřel 13. 6. 1900.                                                                |
| Sapieha Paweł                     | VO                  | Jasło, Gorlice atd.                                                        | HA           | Ofic. polský kand.                                                        |                                                                                    |
| Sedlnitzky Ernst                  | VS                  |                                                                            | SL           |                                                                           |                                                                                    |
| Sehnal Václav                     | OŽK                 | Praha                                                                      | ČE           | Mladočeši                                                                 |                                                                                    |
| Seichert Ignác                    | VO                  | Val. Meziříčí, Místek atd.                                                 | MO           | Český kompromis. kand.                                                    |                                                                                    |
| Seidel Anton                      | VO                  | N. Jičín, Hranice atd.                                                     | MO           | Něm. lidová str.                                                          |                                                                                    |
| Serényi Otto                      | VS                  |                                                                            | MO           | Konzervativ. velkostatkář                                                 |                                                                                    |
| Schachinger Georg                 | VO                  | Rohrbach, Urfahr atd.                                                      | HR           | Katol. str. lidová                                                        |                                                                                    |
| Scheicher Josef                   | VŠ                  | 6. voleb. obvod: St. Pölten, Lilienfeld atd.                               | DR           | Antisemité                                                                |                                                                                    |
| Schlesinger Josef                 | M                   | Vídeň, VIII. okres                                                         | DR           | Křesť. soc. str.                                                          |                                                                                    |
| Schneider Ernest                  | M                   | Vídeň, XI. - XV. okres                                                     | DR           | Křesť. soc. str.                                                          |                                                                                    |
| Schoiswohl Michael                | VŠ                  | 2. voleb. obvod: Bruck, Mariazell atd.                                     | ŠT           | Antisemité                                                                |                                                                                    |
| Schönerer Georg                   | VO                  | Cheb, Aš atd.                                                              | ČE           | Schönererova skupina                                                      |                                                                                    |
| Schöpfer Aemilian                 | VO                  | Bruneck, Brixen atd.                                                       | TY           | Katol. str. lidová, do r. 1898 Katol. str. lidová                         |                                                                                    |
| Schrammel Anton                   | VŠ                  | 6. voleb. obvod: Litoměřice, Ústí atd.                                     | ČE           | Sociální demokrat                                                         |                                                                                    |
| Schreiber Johann                  | VO                  | Mistelbach, Groß-Enzersdorf atd.                                           | DR           | Křesť. soc. str.                                                          |                                                                                    |
| Schücker Zdenko                   | M                   | Žatec, Postoloprty atd.                                                    | ČE           |                                                                           |                                                                                    |
| Schwarz František                 | M                   | Plzeň                                                                      | ČE           | Mladočeši                                                                 |                                                                                    |
| Schwarzenberg Bedřich             | M                   | Budějovice                                                                 | ČE           | Konzervativec                                                             |                                                                                    |
| Schwegel Josef                    | VS                  |                                                                            | KR           | Něm. pokrok. str.                                                         |                                                                                    |
| Skála Eduard                      | M                   | Olomouc, Brodek atd.                                                       | MO           | Český kompromis. kand.                                                    |                                                                                    |
| Skene Alfred II.                  | VS                  |                                                                            | MO           |                                                                           | Nastoupil 29. 12. 1899 místo Z. Berchtolda.                                        |
| Skrbensky-Hrzystie Anton          | VS                  |                                                                            | DR           | Ústavověr. velkostatkář                                                   |                                                                                    |
| Sláma František                   | M                   | Hr. Králové, Náchod atd.                                                   | ČE           | Mladočeši                                                                 |                                                                                    |
| Slavík Jan                        | M                   | Třeboň, J. Hradec atd.                                                     | ČE           | Mladočeši                                                                 | Rezignoval 15. 7. 1898.                                                            |
| Sokol Josef                       | M                   | Pardubice, Holice atd.                                                     | ČE           | Radikální mladočeši                                                       |                                                                                    |
| Sokołowski August                 | M                   | Krakov                                                                     | HA           | Ofic. polský kand.                                                        |                                                                                    |
| Spens-Booden Emanuel              | VS                  |                                                                            | SL           |                                                                           |                                                                                    |
| Spinčić Vjekoslav                 | VO                  | Pazin, Volosca atd.                                                        | IS           | Chorvatský kand. Str. práva, Slovan. kř. nár. svaz                        |                                                                                    |
| Stapiński Jan                     | VŠ                  | 7. voleb. obvod: Sanok, Krosno atd.                                        | HA           |                                                                           | Nastoupil místo S. Wysockého.                                                      |
| Staroštík Josef                   | VŠ                  | 5. voleb. obvod: Val. Meziříčí, Holešov atd.                               | MO           | kompromisní český kand. z Moravské lid. str.                              |                                                                                    |
| Steiner Anton                     | VO                  | K. Vary, Jáchymov atd.                                                     | ČE           | Něm. pokrok. str.                                                         |                                                                                    |
| Steiner Josef                     | VŠ                  | 2. voleb. obvod: Smíchov, Kladno atd.                                      | ČE           | Sociální demokrat                                                         |                                                                                    |
| Steiner Leopold                   | M                   | Vídeň, III. okres                                                          | DR           | Křesť. soc. str.                                                          |                                                                                    |
| Steinwender Otto                  | M                   | Villach, Hermagor atd.                                                     | KO           | Něm. lidová str.                                                          |                                                                                    |
| Stephanowicz Stephan              | VS                  |                                                                            | BU           |                                                                           |                                                                                    |
| Stöhr Anton                       | M                   | Stříbro, Kladruby atd.                                                     | ČE           | Něm. pokrok. str.                                                         |                                                                                    |
| Stojałowski Stanisław             | VO                  | Łańcut, Risko atd.                                                         | HA           |                                                                           | Nastoupil místo F. Hompesche-Bollheima.                                            |
| Stojan Antonín Cyril              | VŠ                  | 4. voleb. obvod: Uh. Hradiště, Uh. Brod atd.                               | MO           | Katolický Čech, Slovan. kř. nár. svaz                                     |                                                                                    |
| Stolberg-Stolberg Günther         | VS                  |                                                                            | MO           | Konzervativ. velkostatkář                                                 |                                                                                    |
| Stránský Adolf                    | M                   | N. Město, Bystřice atd.                                                    | MO           | Český kompromis. kandid.                                                  |                                                                                    |
| Straucher Benno                   | M                   | Černovice                                                                  | BU           | Demokrat                                                                  |                                                                                    |
| Strobach Josef                    | M                   | Vídeň, V. okres                                                            | DR           | Křesť. soc. str.                                                          |                                                                                    |
| Struszkiewicz Władysław           | VS                  |                                                                            | HA           | Ofic. polský kandid.                                                      |                                                                                    |
| Stürgkh Karl                      | VS                  |                                                                            | ŠT           |                                                                           |                                                                                    |
| Stwiertnia Paweł                  | M                   | Stanislavov atd.                                                           | HA           |                                                                           | Nastoupil 18. 5. 1900 místo L. Bilińského.                                         |
| Svozil Josef                      | VO                  | Litovel, M. Třebová atd.                                                   | MO           | Český kompromis. kand.                                                    |                                                                                    |
| Świeży Ignacy                     | VO                  | Těšín, Fryštát atd.                                                        | SL           | Polský katol. kand.                                                       |                                                                                    |
| Sylva-Tarouca Ernst               | VS                  |                                                                            | ČE           | Konzervativ. velkostatkář                                                 |                                                                                    |
| Sylvester Julius                  | M/OŽK               | Salzburg/Salzburg                                                          | SA           | Něm. lidová str. n. Schönererova skupina                                  |                                                                                    |
| Szajer Tomasz                     | VO                  | Rzeszów, Kolbuszowa atd.                                                   | HA           | Stojałowského skupina                                                     |                                                                                    |
| Szponder Andrzej                  | VO                  | Wadowice, Myślenice atd.                                                   | HA           | do r. 1898 Stojałowského skupina                                          |                                                                                    |
| Šeptyckyj Kazymyr                 | VS                  |                                                                            | HA           |                                                                           | Nastoupil 16. 3. 1900 místo S. Dąmbského.                                          |
| Šílený Václav                     | VŠ                  | 2. voleb. obvod: Jihlava, Třebíč atd.                                      | MO           | Český kompromis. kand. z Mor. lid. str.                                   |                                                                                    |
| Špindler Ervín                    | M                   | Ml. Boleslav, Turnov atd.                                                  | ČE           | Mladočeši                                                                 |                                                                                    |
| Šrámek František                  | VO                  | Budějovice, Třeboň atd.                                                    | ČE           | Agrárník                                                                  |                                                                                    |
| Šuklje Fran                       | M                   | Novo mesto, Višnja Gora                                                    | KR           | Slovinský kand., Slovan. kř. nár. svaz                                    |                                                                                    |
| Šulc Václav                       | VS                  |                                                                            | ČE           | Konzervativ. velkostatkář                                                 |                                                                                    |
| Šupuk Ante                        | M                   | Zadar, Šibenik atd.                                                        | DA           | Umírněný chorvatský kand., Slovan. kř. nár. svaz                          |                                                                                    |
| Šusteršič Ivan                    | Lublaň              | Lublaň, Litija atd.                                                        | KR           | Slovinský katol. kand., Slovan. kř. nár. svaz                             | Rezign. oznámena na sch. 20. 4. 1898.                                              |
| Tanjačkevyč Danylo                | VO                  | Zoločiv atd.                                                               | HA           | Ofic. rusínský kand., od r. 1898 Klub nez. Rusínů                         |                                                                                    |
| Teklý Vilém                       | VO                  | Ml. Boleslav, Nymburk atd.                                                 | ČE           | Mladočeši                                                                 |                                                                                    |
| Terlago Robert                    | VS                  | 2. volič. sbor                                                             | TY           | Něm. lib. kandid.                                                         |                                                                                    |
| Tersch Emil                       | VS                  |                                                                            | MO           | Ústavověr. velkostatkář                                                   |                                                                                    |
| Thurnher Martin                   | VO                  | Feldkirch, Bludenz atd.                                                    | VO           | Křesť. soc. str.                                                          |                                                                                    |
| Tittinger David                   | OŽK                 | Černovice                                                                  | BU           | Něm. pokrok. str., Freie Deutsche Vereinig.                               | Zemřel 1900.                                                                       |
| Tollinger Johann                  | VO                  | Schwaz, Kufstein atd.                                                      | TY           |                                                                           | Nastoupil místo A. Mayra.                                                          |
| Trachtenberg Maximilian           | M                   | Kolomyja, Sňatyn atd.                                                      | HA           | Ofic. polský kand.                                                        |                                                                                    |
| Treuinfels Leo Maria              | VS                  | 1. volič. sbor                                                             | TY           |                                                                           |                                                                                    |
| Troll Walter                      | VO                  | Neustadt, Baden atd.                                                       | DR           | Křesť. soc. str.                                                          |                                                                                    |
| Trumbić Ante                      | VO                  | Zadar, Pag atd.                                                            | DA           | Radik. chorvatský kand. (Str. práva), Slovan. kř. nár. svaz               |                                                                                    |
| Tschernigg Johann                 | VO                  | St. Veit, Wolfsberg atd.                                                   | KO           | Něm. lidová str.                                                          |                                                                                    |
| Ţurcan Ioan                       | VS                  | 1. volič. sbor                                                             | BU           |                                                                           |                                                                                    |
| Türk Karl                         | VŠ                  | 1. voleb. obvod: Opava, Bruntál                                            | SL           | Antisemité                                                                |                                                                                    |
| Tusel Ferdinand                   | VŠ                  | Salzburg, Golling atd.                                                     | SA           | Antisemité nebo Katol. str. lidová                                        |                                                                                    |
| Tyszkowski Paweł                  | VO                  | Přemyšl, Dobromil atd.                                                     | HA           | Ofic. polský kand.                                                        |                                                                                    |
| Udržal František                  | VO                  | Chrudim, Pardubice atd.                                                    | ČE           | Mladočeši                                                                 |                                                                                    |
| Vachnjanyn Anatol                 | VO                  | Žovkva, Sokal, Rava atd.                                                   | HA           | Umírněný Rusín, Slovan. kř. nár. svaz                                     |                                                                                    |
| Vašatý Jan                        | VO                  | Písek, Strakonice atd.                                                     | ČE           | Samost. kandidát                                                          | Zemřel 1898.                                                                       |
| Vencajz Ivan                      | VO                  | Lublaň, Litija atd.                                                        | KR           | Slovinský katol. kand.                                                    | Nastoupil r. 1898 místo I. Šusteršiče.                                             |
| Vergani Ernst                     | VO                  | Krems, Horn atd.                                                           | DR           | Křesť. soc. str.                                                          | Rezign. oznámena na sch. 23. 9. 1897.                                              |
| Verkauf Leo                       | VŠ                  | 3. voleb. obvod: Cheb, Aš atd.                                             | ČE           | Sociální demokrat                                                         |                                                                                    |
| Verzegnassi Francesco             | VS                  |                                                                            | GG           | Italský lib. kandid.                                                      |                                                                                    |
| Vetter von der Lilie Moritz       | VS                  |                                                                            | MO           | Str. středního velkostatku                                                |                                                                                    |
| Voljan Vasyl                      | VO                  | Vyžnycja, Kicmaň atd.                                                      | BU           | Starorusínský kand., Slovan. kř. nár. svaz                                | Zemřel 1899.                                                                       |
| Vrátný Karel                      | VŠ                  | 18. volební obvod: Plzeň, Blovice atd.                                     | ČE           | Sociální demokrat                                                         |                                                                                    |
| Vuković Vučidolski Antun          | VŠ                  | 2. voleb. obvod: Split, Brač atd.                                          | DA           | Chorvat, Slovan. kř. nár. svaz                                            |                                                                                    |
| Vychodil Josef                    | VO                  | Kroměříž, Přerov atd.                                                      | MO           | Český kompromis. kand.                                                    |                                                                                    |
| Vynnyckyj Sydir                   | VŠ                  | 1. voleb. obvod: Černovice, Kicmaň atd.                                    | BU           | Rusín, Slovan. kř. nár. svaz                                              |                                                                                    |
| Wagner Franz                      | VO                  | Feldbach, Radkersburg atd.                                                 | ŠT           | Katol. konzervativec                                                      |                                                                                    |
| Walewski-Colonna Jan              | VO                  | Berežany, Rohatyn atd.                                                     | HA           | Ofic. polský kand.                                                        |                                                                                    |
| Wassilko Nikolaus, Ritter von     | VO                  | Vyžnycja, Kicmaň atd.                                                      | BU           |                                                                           | Nastoupil 22. 12. 1899 místo V. Voljana.                                           |
| Wassilko v. Serecki Georg         | VS                  | 2. volič. sbor                                                             | BU           |                                                                           |                                                                                    |
| Wedral Adolf                      | VŠ                  | 9. voleb. obvod: Neustadt, Baden atd.                                      | DR           | Antisemité                                                                |                                                                                    |
| Weigel Ferdynand                  | M                   | Krakov                                                                     | HA           | Ofic. polský kand.                                                        |                                                                                    |
| Weiser Henryk                     | VŠ                  | 12. voleb. obvod: Tarnopol, Zoločiv atd.                                   | HA           | Poláci                                                                    |                                                                                    |
| Weiskirchner Richard              | M                   | Vídeň, IX. okres                                                           | DR           | Křesť. soc. str.                                                          |                                                                                    |
| Welponer Paul                     | M/OŽK               | Bolzano, Merano atd./Bolzano                                               | TY           | Samost. liberál                                                           |                                                                                    |
| Wenger Josef                      | VO                  | Wels, Vöcklabruck atd.                                                     | HR           | Katol. str. lidová                                                        |                                                                                    |
| Wernisch Ambros                   | VO                  | Spittal, Hermagor atd.                                                     | KO           | Něm. lidová str.                                                          |                                                                                    |
| Wiedersperg Gustav                | VS                  |                                                                            | ČE           | Konzervativ. velkostatkář                                                 | Zemřel 1898.                                                                       |
| Wielowieyski Henryk               | VS                  |                                                                            | HA           | Ofic. polský kandid.                                                      |                                                                                    |
| Wiktor z Wiatrowic Józef          | VO                  | Sanok, Brzezow atd.                                                        | HA           | Ofic. polský kand.                                                        | Zemřel 16. 3. 1899.                                                                |
| Wimhölzel Johann                  | OŽK                 | Linec                                                                      | HR           | Něm. pokrok. str. n. umírněný lib., Freie Deutsche Vereinig.              | Zemřel 15. 8. 1900.                                                                |
| Winkowski Franciszek              | VŠ                  | 5. voleb. obvod: Tarnow, Brzesko atd.                                      | HA           | Poláci, Polská lid. str.                                                  |                                                                                    |
| Wohlmeyer Johann                  | VO                  | St. Pölten, Lilienfeld atd.                                                | DR           | Křesť. soc. str.                                                          |                                                                                    |
| Wolf Karl Hermann                 | M                   | Trutnov, Vrchlabí atd.                                                     | ČE           | Schönererova skupina                                                      |                                                                                    |
| Wolffhardt Eduard                 | M                   | Maribor, Slov. Bistrica atd.                                               | ŠT           | Německý nacionál n. Něm. lidová str.                                      |                                                                                    |
| Wolkenstein-Trostburg Wilhelm     | VS                  |                                                                            | ČE           | Konzervativ. velkostatkář                                                 |                                                                                    |
| Wrabetz Karl                      | M                   | Vídeň, I. okres                                                            | DR           | Něm. pokrok. str.                                                         |                                                                                    |
| Wysocki Stanisław                 | VŠ                  | 7. voleb. obvod: Sanok, Krosno atd.                                        | HA           | Poláci                                                                    | Zemřel 19. 3. 1898                                                                 |
| Zabuda Jan                        | VO                  | Biala, Żywiec atd.                                                         | HA           | Do r. 1898 Stojałowského skupina                                          |                                                                                    |
| Zallinger-Stillendorf Franz       | VO                  | Bolzano, Merano atd.                                                       | TY           | Katol. str. lidová                                                        |                                                                                    |
| Zanetti Adam                      | VO                  | Gradiška, Cervignano atd.                                                  | GG           | Italský kand.                                                             |                                                                                    |
| Zaunegger Josef                   | M                   | Wels, Lambach atd.                                                         | HR           | Katol. lidová str.                                                        |                                                                                    |
| Zedtwitz Karl Max                 | VS                  |                                                                            | ČE           | Konzervativ. velkostatkář                                                 |                                                                                    |
| Zedtwitz Karl Moritz              | VS                  |                                                                            | ČE           | Ústavověr. velkostatkář                                                   |                                                                                    |
| Zehetmayr Johann                  | VO                  | Schärding, Eferding atd.                                                   | HR           | Katol. str. lidová                                                        |                                                                                    |
| Zeller Eduard                     | VŠ                  | 5. voleb. obvod: Žatec, Přísečnice atd.                                    | ČE           | Sociální demokrat                                                         |                                                                                    |
| Zimmer Josef                      | VO                  | Olomouc, Šternberk atd.                                                    | MO           | Něm. lidová str.                                                          |                                                                                    |
| Znamirowski Józef                 | VŠ                  | 4. voleb. obvod: Nowy Sącz atd.                                            | HA           | Poláci                                                                    |                                                                                    |
| Zore Luko                         | NZ                  |                                                                            | DA           | Umírněný chorvatský kand., Slovan. kř. nár. svaz                          |                                                                                    |
| Žáček Jan                         | M                   | Holešov, Bystřice atd.                                                     | MO           | Český kompromis. kand.                                                    |                                                                                    |
| Žičkar Josip                      | VŠ                  | 4. voleb. obvod: Celje, Slov. Konjice atd.                                 | ŠT           | Slovinský katol. kand., Slovan. kř. nár. svaz                             |                                                                                    |
| Žitnik Ignacij                    | VO                  | Postojna atd.                                                              | KR           | Slovinský katol. kand., Slovan. kř. nár. svaz                             |                                                                                    |